# 21463 Nickerson
21463 Nickerson è un asteroide della fascia principale. Scoperto nel 1998, presenta un'orbita caratterizzata da un semiasse maggiore pari a 2,4222874 UA e da un'eccentricità di 0,1095584, inclinata di 4,90260° rispetto all'eclittica.